# ツルギキョウ
ツルギキョウ（蔓桔梗、学名：Codonopsis javanica）はキキョウ科ツルニンジン属に属する多年草である。ツルギキョウ属に分類されることもある。

## 特徴
関東地方以西の丘陵地を中心に自生するつる性植物である。葉は卵型をしており、互生する。花色はツルニンジンに似て、白色で中心部分は臙脂色をしている。花は小さく、雄性先熟の性質を持つ。花後には液果ができる。この液果は熟すと赤紫色になる。

## 学名の由来
本種の学名の由来はCodon＋opsisの合成語であり、意味は「鐘に似た」という意味になる。これは、本種の花の形状が小さな鐘状であることにちなむ。種小名のJavaは「ジャワの」亜種名のJaponicaは、「日本原産の」という意味がある。

## 余談
外来種のキョウチクトウ科のツルニチニチソウ（学：Vinca major）もツルギキョウと呼ばれることがあるが、本種とは全くの別種であり、花も全く異なる。